# Pteronymia dispaena
Pteronymia dispaena är en fjärilsart som beskrevs av William Chapman Hewitson 1876. Pteronymia dispaena ingår i släktet Pteronymia och familjen praktfjärilar. Inga underarter finns listade.

## Bildgalleri

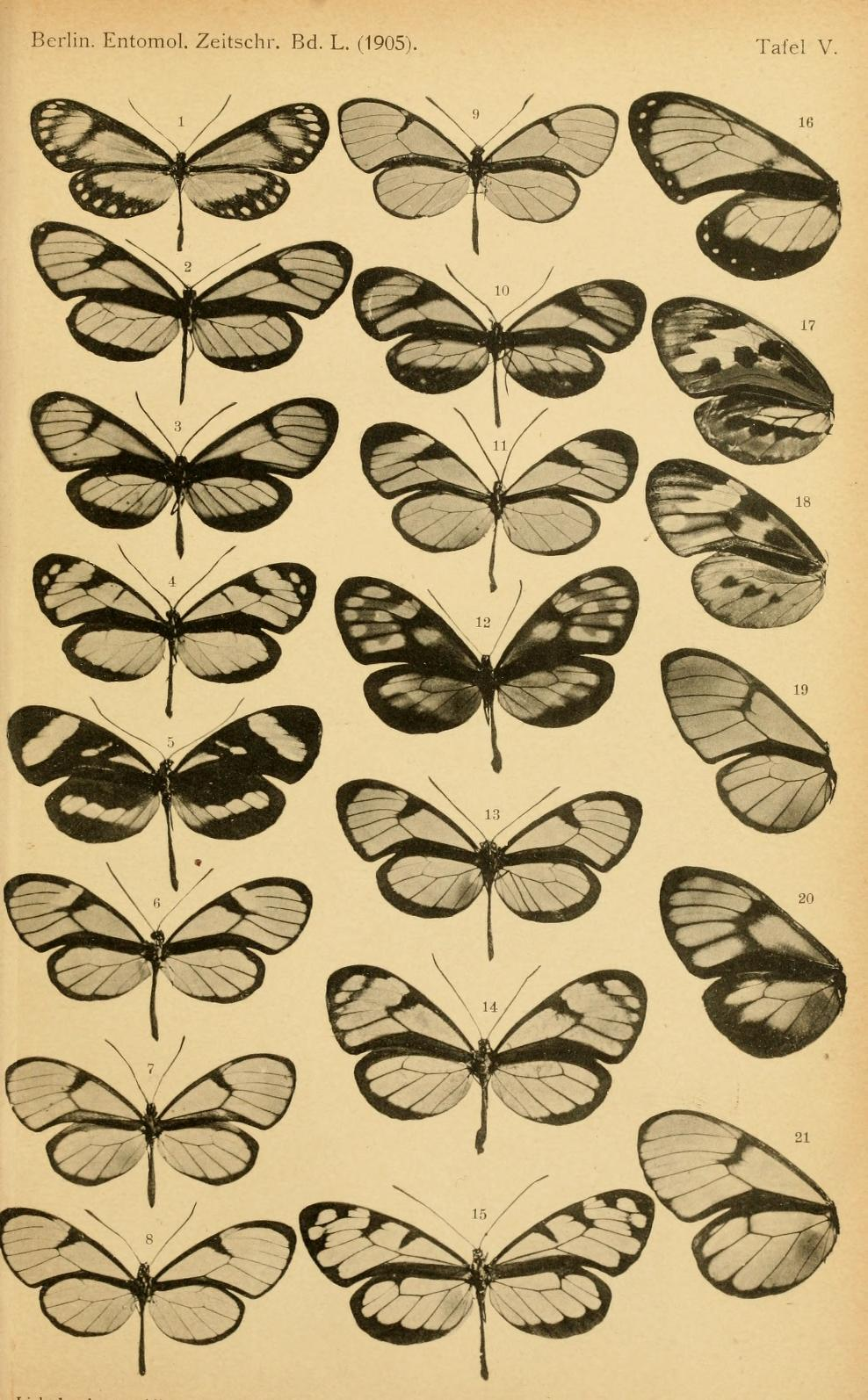
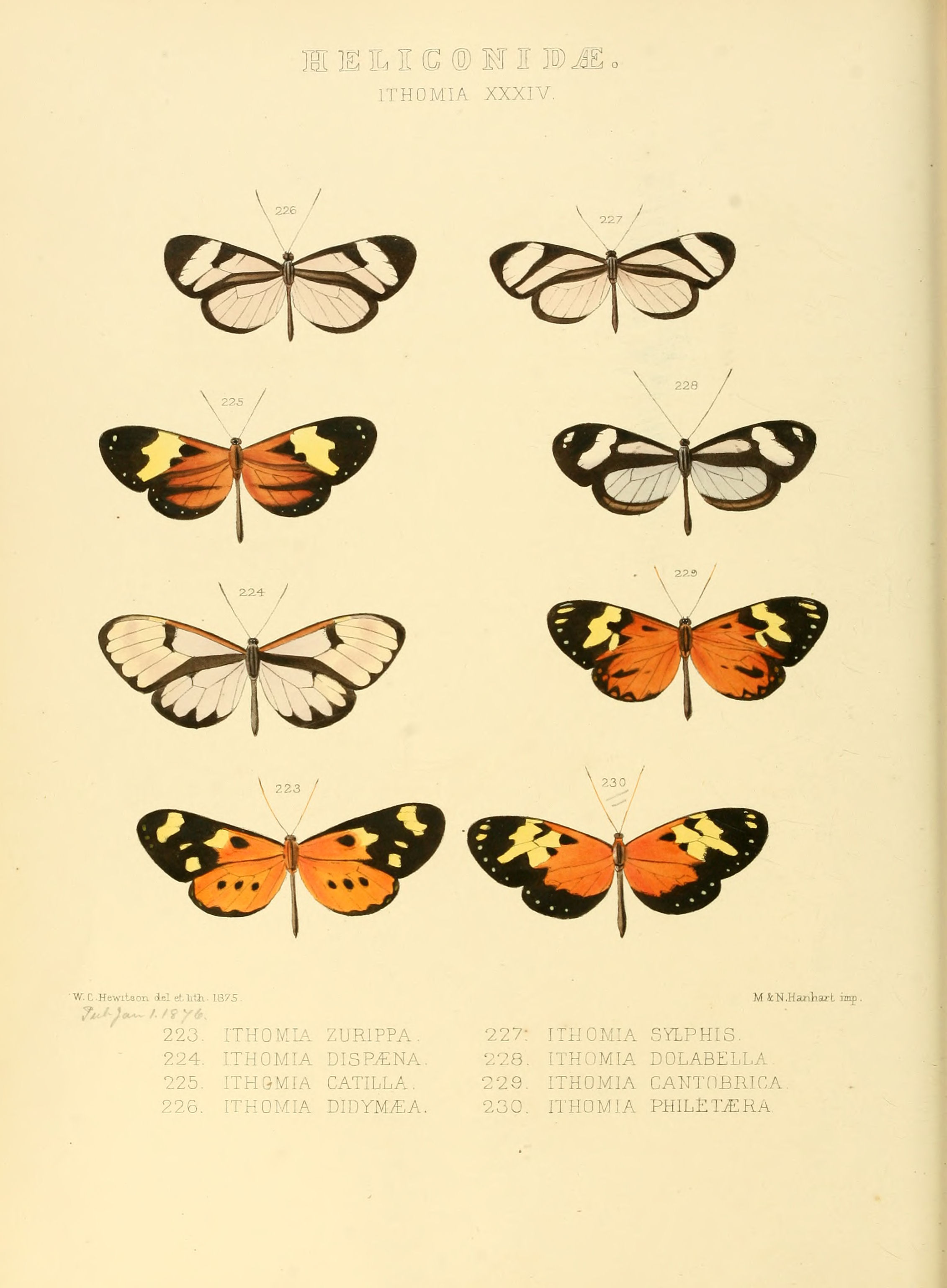